# Einhegung von Hamremoen

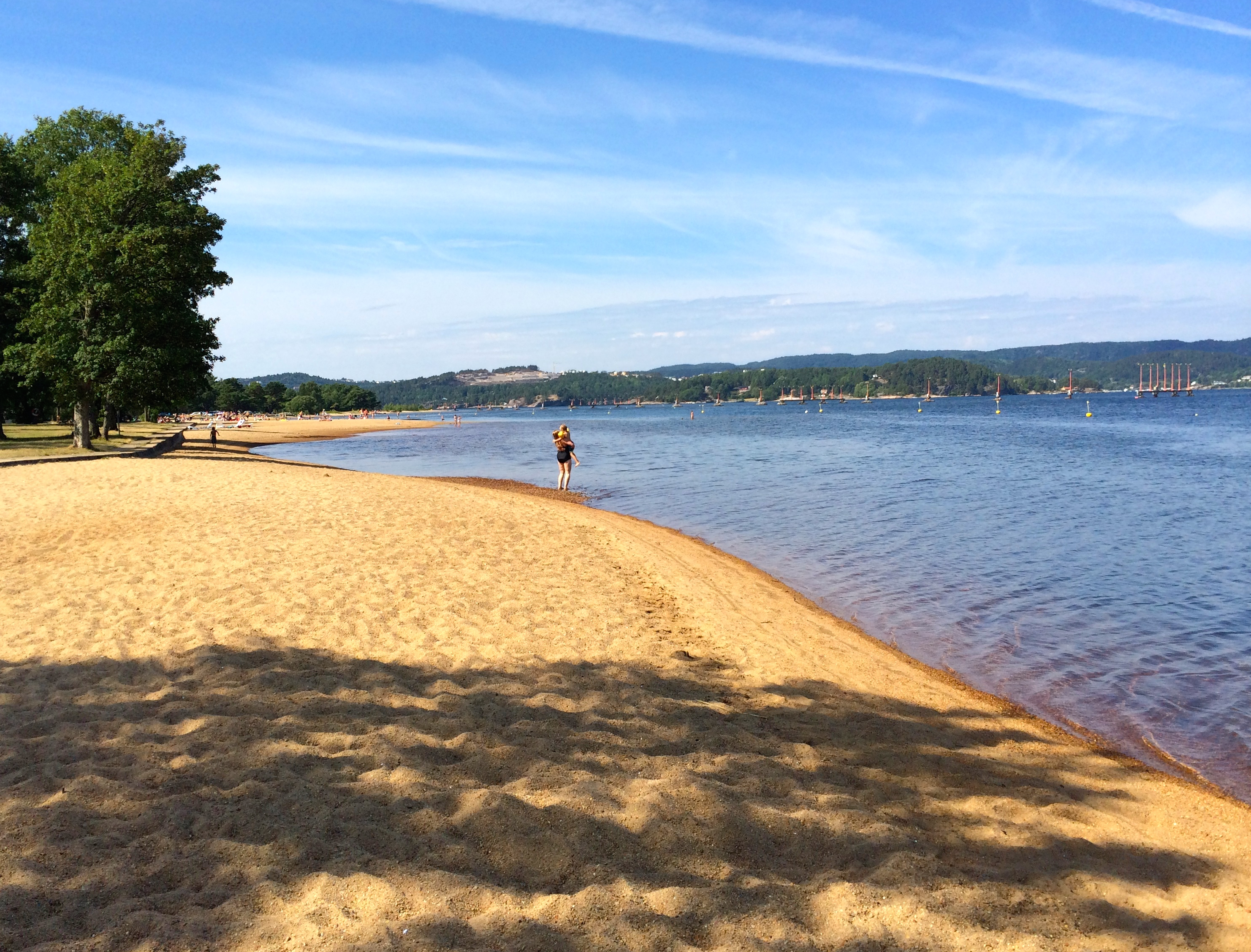
Hamresanden

Die neolithische Einhegung von Hamremoen (auch Hamresanden genannt) haben norwegische Archäologen 2010 und 2011 nahe der Südküste nordöstlich von Kristiansand im Fylke Agder freigelegt. Der seit mehr als 5500 Jahren durch eine Naturkatastrophe mit 0,9 m Sand bedeckte Platz wird als neolithisches „Mini-Pompeji“ bezeichnet.
Etwa achtzig Meter von der Küste der einstigen Insel entfernt, auf einer Landzunge zwischen dem Fluss Topdalselva und der Nordsee, wurden die Reste einer ummauerten Einhegung der frühen Trichterbecherkultur (TBK) ausgegraben. Die etwa 30,0 Meter lange Struktur, deren Länge über die Grenze der Grabung hinausgeht, besteht aus großen Steinen, gemischt mit Ton und Schlamm. Der Wall wurde von einer Holzwand gestützt. Die Steine stammen aus einiger Entfernung, da das Inselareal steinfrei ist. Vermutlich handelt es sich um einen, zwischen dem Fluss und dem Meer gelegenen, saisonalen Treffpunkt der Gezeitenfischer. Vorzeitliche Køkkenmøddinger an der Atlantikküste weisen darauf hin, dass diese Methode seit dem Ende der letzten Eiszeit eine bedeutende, zumindest saisonale Nahrungsquelle der Jäger und Sammler war, die von küstennah lebenden Ackerbauern weiter betrieben wurde.
Die Siedlung ist mit Scherben becherförmiger Gefäße angefüllt, von denen viele rekonstruiert werden können. Die Töpferei ist unter Verwendung von Stempel- und Schnürenmustern verziert und gehört zu einem lokalen Stil der frühesten Phase der TBK, die sich zwischen 4000 und 2700 v. Chr. von Mitteleuropa bis Norwegen ausbreitete. Die Töpferei hat es erlaubt, die Siedlung zwischen 4000 und 3600 v. Chr. zu datieren. Nach Ansicht der Archäologen deutet die Art und Weise, wie die Töpferei vorgefunden wurde, darauf hin, dass die Siedler ihre Töpfe mit der Absicht zurückließen, sie bei der Rückkehr wiederzuverwenden. Aber eine plötzliche Katastrophe begrub alles. Vermutlich wurde die Stätte plötzlich überschwemmt und mit Sand bedeckt. Innerhalb der Sandschicht gibt es keine Anzeichen einer Nutzung. Eingekapselt zwischen der Sandschicht und der darunter liegenden Schicht aus Schlamm und Lehm blieben die Überreste praktisch unberührt.
In der Nähe liegt der Steinkreis Hamresanden Tingringen.